# Камени Мост (Нове Замки)
Камени Мост (слч. Kamenný Most, мађ. Kőhídgyarmat) насељено је мјесто са административним статусом сеоске општине (слч. obec) у округу Нове Замки, у Њитранском крају, Словачка Република.

## Становништво
| Година:    | 1994. | 2004.   | 2014.   | 2024.   |
| ---------- | ----- | ------- | ------- | ------- |
| Број људи: | 1068  | 1044    | 1047    | 1032    |
| Разлика:   |       | -2,24 % | +0,28 % | -1,43 % |

| Година:    | 2023. | 2024.   |
| ---------- | ----- | ------- |
| Број људи: | 1036  | 1032    |
| Разлика:   |       | -0,38 % |

Према подацима о броју становника из 2011. године насеље је имало 1.054 становника.